# Bílá Aragvi
Bílá Aragvi (gruzínsky თეთრი არაგვი [Tetri Aragvi], v překl. Bílá Aragvi), též Mtiuleti Aragvi (gruzínsky მთიულეთის არაგვი [Mtiuletis Aragvi]) je řeka v severní Gruzii, kraj Mccheta-Mtianetie. Protéká okresy Kazbegi a Dušeti.

## Průběh toku
Pramení na ledovcích nad vesnicí Gudauri na jižním svahu hlavního kavkazského hřebene. Jižně od Gudauri sestupuje do údolí Bílé Aragvi z levé strany silnice gruzínské vojenské cesty, která údolí řeky sleduje až k Pasanauri, kde soutokem s Černou Aragvi vzniká řeka Aragvi.